# Stephen Mukatuka
Stephen Mukatuka (Masvingo, 19 dicembre 1998) è un calciatore zimbabwese, difensore del CAPS United Harare e della Nazionale zimbabwese.

## Carriera

### Club
Ha debuttato nel 2014 con il CAPS United Harare.

### Nazionale
Ha esordito in Nazionale nel 2015.